# Le Large
Singles de Françoise Hardy
True Love Ways
(2016)
Pistes de Personne d'autre
Trois petits tours
(10) Un mal qui fait bien
(12)
Le Large est le premier single issu du vingt-huitième album studio Personne d'autre de la chanteuse française Françoise Hardy.

## Genèse
Écrite et composée par La Grande Sophie, la chanson fait suite au combat de Françoise Hardy face à un lymphome. Après des retrouvailles avec le compositeur Erick Benzi, Françoise Hardy décide de travailler sur des mélodies de ce dernier. La chanteuse correspond régulièrement avec La Grande Sophie et lui explique alors, sans rien demander, qu'elle effectue un travail d'écriture sur une des compositions de Benzi et qui deviendra par la suite Un seul geste. Un mois plus tard, La Grande Sophie lui envoie par courriel Le large, ce qui pousse la chanteuse à sortir un nouvel album, jugeant la chanson formidable,. Bien qu'habituée à écrire les textes de ses chansons depuis 56 ans, Françoise Hardy explique lors d'une entrevue qu'« il arrive un moment où le petit filon au fond de soi est épuisé ».

## Accueil
Julien Conçalves de Charts in France parle d'« un superbe titre, plein d'espoir, porté par l'interprétation délicate de la chanteuse, complètement apaisée face à la vie et au sort inéluctable qui nous attend tous », et qualifie le refrain de « particulièrement touchant ».

## Clip vidéo
Le clip vidéo accompagnant le single est réalisé par François Ozon.

## Versions
| 1. | Le Large | 3:45 |

## Classements hebdomadaires
| Classement (2018)                              | Meilleure position |
| ---------------------------------------------- | ------------------ |
| Belgique (Wallonie Ultratip Bubbling Under 50) | 19                 |
| France (SNEP)                                  | 23                 |